# 山口県道224号西万倉山陽線
山口県道224号西万倉山陽線（やまぐちけんどう224ごう にしまぐらさんようせん）は、山口県宇部市から山陽小野田市に至る一般県道である。

## 概要
宇部市大字西万倉から山陽小野田市大字厚狭に至る。

### 路線データ
- 起点：宇部市大字西万倉（山口県道37号宇部美祢線交点）
- 終点：山陽小野田市大字厚狭（国道316号交点）

## 歴史
- 1971年（昭和46年）4月1日 - 山口県告示第289号により認定される。
- 1972年（昭和47年） - 山口県の県道番号再編により現行の路線番号に変更される。
- 2004年（平成16年）11月1日 - 宇部市が厚狭郡楠町を編入したことに伴い起点の地名表記が変更される（厚狭郡楠町西万倉→宇部市西万倉）。
- 2005年（平成17年）3月22日 - 小野田市と厚狭郡山陽町が対等合併して山陽小野田市が発足したことに伴い終点の地名表記が変更される（厚狭郡山陽町厚狭→山陽小野田市厚狭）。

## 路線状況

### 重複区間
- 山口県道355号奥万倉厚狭線（山陽小野田市厚狭）

## 地理

### 通過する自治体
- 山口県
  - 宇部市 - 山陽小野田市

### 交差する道路
| 交差する道路                           | 市町村名     | 交差する場所 | 交差する場所 |
| -------------------------------------- | ------------ | ------------ | ------------ |
| 山口県道37号宇部美祢線                 | 宇部市       | 大字西万倉   | 起点         |
| 宇部伊佐専用道路                       | 宇部市       | 大字西万倉   | [ 注釈 1 ]   |
| 山口県道355号奥万倉厚狭線 重複区間起点 | 山陽小野田市 | 大字厚狭     |              |
| 山口県道355号奥万倉厚狭線 重複区間終点 | 山陽小野田市 | 大字厚狭     |              |
| 国道316号                              | 山陽小野田市 | 大字厚狭     | 終点         |

### 沿線
- 湯ノ峠温泉
- 厚東川
- JR西日本美祢線 湯ノ峠駅